# Кирил (князь Преславський)
Кирил (болг. Кирил Хайнрих Франц Лудвиг Антон Карл Филип;нар. 17 листопада 1895 — пом. 1 лютого 1945) — князь Преславський, другий син царя Болгарії Фердинанда I Кобурга і  Марії Луїзи Бурбон-Пармської, молодший брат царя Болгарії Бориса III. Інспектор від інфантерії (1935), генерал-лейтенант царської армії Болгарії (1938), почесний адмірал німецького флоту (13 червня 1917).

## Молоді роки

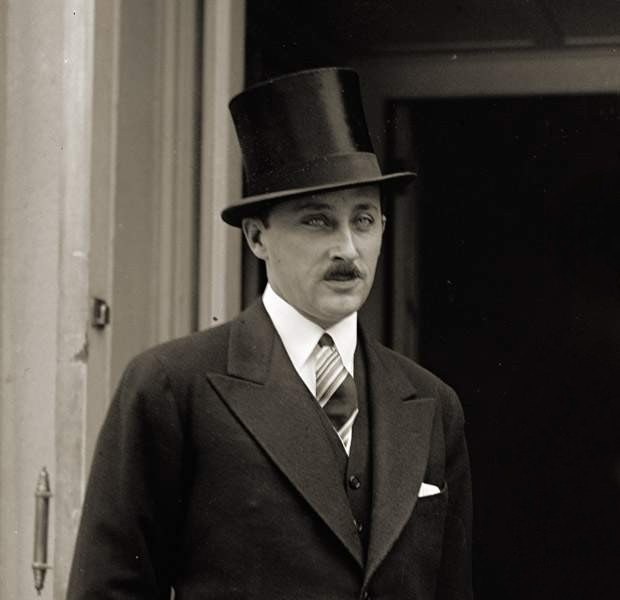
Князь Кирил Преславський

По закінченню Військового училища, брав участь у Балканських війнах (1912—1913) і в Першій світовій війні, в якій Болгарія виступала на боці Центральних держав проти країн Антанти. Поразка Центральних держав у війні стало причиною втрати трону для більшості переможених монархів. Ще до зречення імператора Вільгельма II , 3 жовтня 1918 відрікся від престолу батько Кирила цар Болгарії Фердинанд I.
Коли на престол зійшов його брат цар Борис III, Кирило з батьком переїхав до Кобурга. У 1920-ті роки вивчав агрономію в Празькому університеті. У 1926 році повернувся до Болгарії, де став вести богемне життя.

## Регентська рада

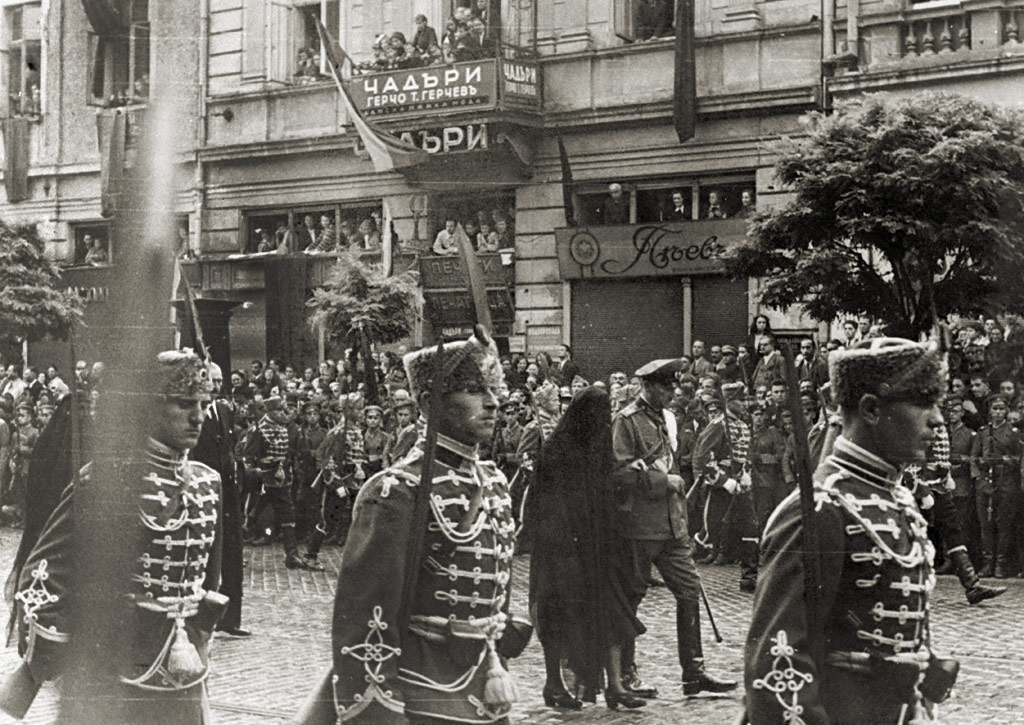
Князь Кирило з вдовою брата, царицею Іоанною на похоронах царя Бориса.

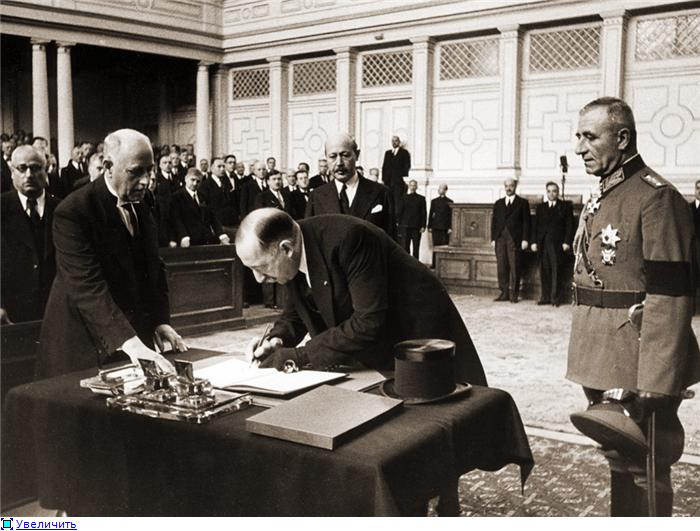
Регент професор Богдан Філов підписує присягу на вірність спадкоємцю 11 вересня 43 року.

Після кончини брата 28 серпня 1943 став головою Регентської ради з трьох осіб при малолітньому царя Симеона II, крім самого князя Преславського, до Ради входив прем'єр-міністр Богдан Філов і військовий міністр Нікола Міхов. Митрополит Ловчанський Філарет був обраний 4 — м членом Ради, але 16 жовтня 1943 відмовився від участі в ньому.
Центральною фігурою формально вважався князь Кирило, але він не мав політичного впливу в країні. Генерал Міхов, що зайняв пост за рекомендацією Богдана Филова, повністю підтримував прем'єра. У Регентській раді домінував глава уряду, якого прозвали «цар — заступник». Регентська рада продовжувала політику військово-політичного співробітництва з Німеччиною, хоча і прагнув в умовах явної поразки німецьких військ уникати розширення участі Болгарії у війні. Князь Кирило багато в чому продовжував політичний курс свого брата, зокрема, за наполяганням церкви відмовився видати болгарських євреїв Німеччини.

## Смерть

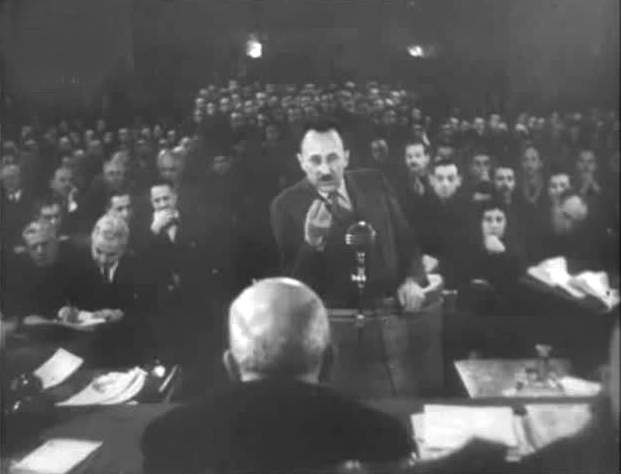
Князь Преславський на засіданні «Народного суду».

У серпні 1944 року радянський уряд оголосив війну Болгарії як фактичній союзниці Німеччини. Червона армія вторглася на територію країни. Одночасно в Софії спалахнуло прокомуністичний повстання, що завершилося 9 вересня поваленням Регентського ради та встановленням влади Вітчизняного фронту. Після переходу Болгарії на сторону антигітлерівської коаліції і державного перевороту, організованого БКП, князь Кирило був заарештований.

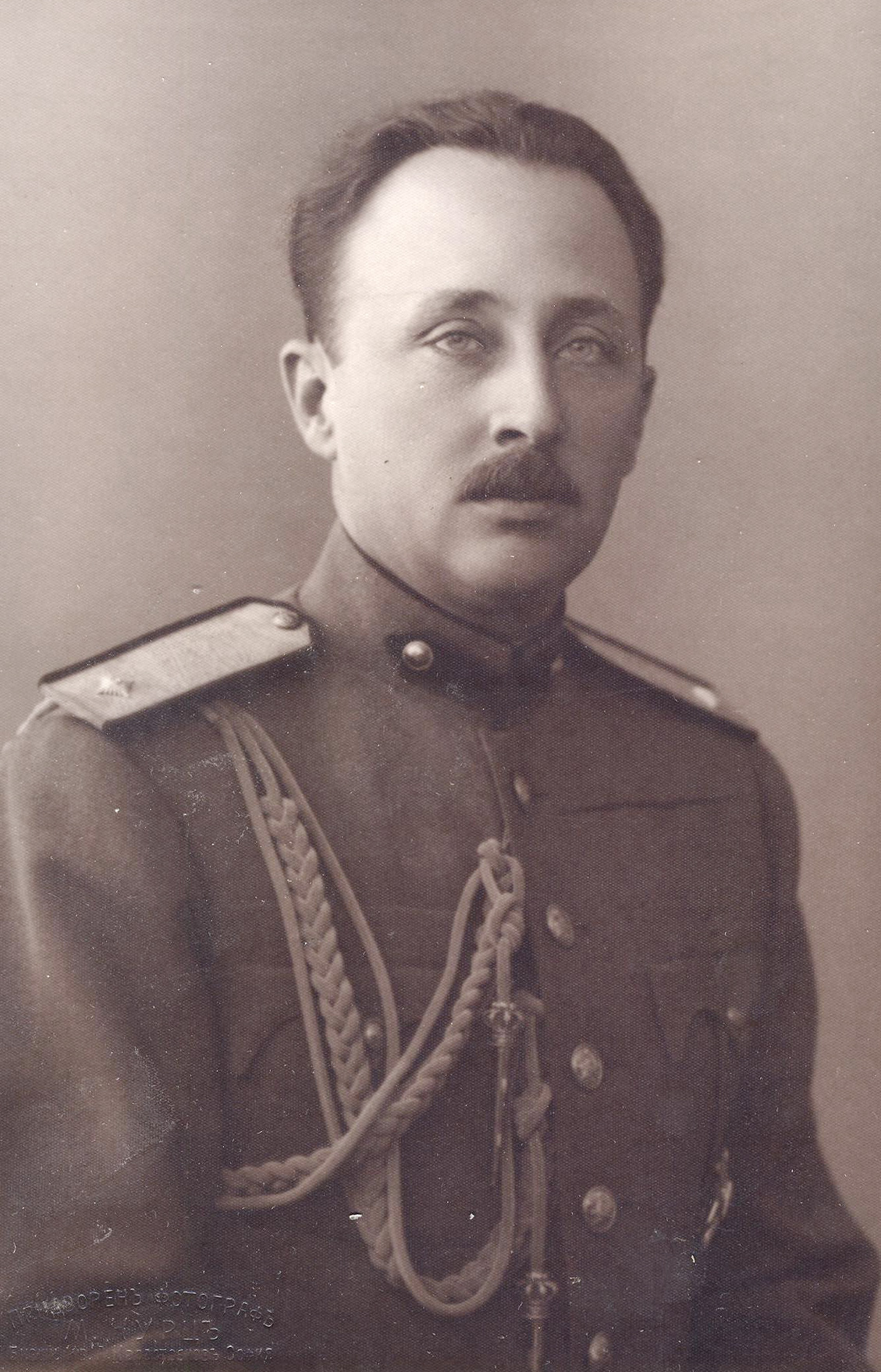
Князь-регент Кирил Преславський

Після тримісячного ув'язнення в радянському полоні, за вироком народного трибуналу був розстріляний в ніч 1 лютого 1945 недалеко від центрального кладовища Софії разом з професором Богданом Філовим, генерал-лейтенантом Ніколою Міховим , 8-ма царськими радниками , 22-ма міністрами кабінету Филова, Добри Божіловим, Іваном Багряновим , 67-ма депутатами XXV Народних зборів Болгарії, в тому числі їхніми головами Ніколою Логофетовим та Христо Калфовим. Тіла розстріляних були опущені в загальну яму, утворену бомбою при авіанальоті на Софію, могилу засипали попелом і зрівняли з землею, а через деякий час на цьому місці було розбито нове кладовище. До 1995 року не було ніякого пам'ятника, який увічнював б імена 104 страчених.
26 серпня 1996 Верховний суд посмертно реабілітував князя, скасувавши вироки від 1 лютого 1945 року, за яким князь Кирило Преславський і представники правлячої еліти Болгарії були розстріляні комуністами.

## Особисте життя
Князь Кирило захоплювався автомобілями, сам водив власний «Паккард».